# Anna Volkova
Anna Fjodorovna Volkova (ryska: Анна Фёдоровна Волкова), född 1800, död 1876, var en rysk kemist. Hon var den första kvinnan i Kejsardömet Ryssland som blev kemist och tog en examen i kemi (1870), den första kvinnan i Ryssland som publicerade ett verk om kemi och blev den första kvinnliga  medlemmen i Ryska Kemiska Sällskapet.
Volkova deltog i offentliga föreläsningar i kemi vid Sankt Petersburgs universitet i slutet av 1860-talet och arbetade under ledning av professor
Dmitrij Mendelejev med att syntetisera toluensulfonsyror. År 1870 publicerade de två artiklar om föreningarna och deras amider. 
Hon är mest känd för syntesen av den  orto-toluensulfonsyraamid som är ett mellansteg i syntesen av  sackarin. Flera av de föreningar hon syntetiserade presenterades av Ryssland på World Industrial Exhibition i London 1876.
Nedslagskratern Volkova på planeten Venus är uppkallad efter henne.